# 板垣由雄
板垣 由雄（いたがき よしお、1967年4月19日 -　）は、日本の現代美術家、写真家。愛知県生まれ。同県岡崎市、タイ王国バンコク、奈良市で育つ。

## 学歴
- 1991年、多摩美術大学、美術学部、芸術学科、李禹煥ワークコース卒業。
- 1995年、ニューヨーク大学、大学院、アート専攻卒業。
- 1997年、International Center of Photography、ニューヨークで写真を学ぶ。

## 受賞
- 1997年、ポーラ美術振興財団の若手美術家の海外での研修奨学金を受ける[1]。
- 1998年、フィリップ・モリス・アート・アワードのグランプリを受賞する。

## 作品
写真、絵画およびデジタル技術を使用した写真のコラージュ作品を製作。2つの要素を組み合わせて新しい意味を生み出す仕掛けが多く使われている。現代社会、宗教、民族、テクノロジー、コミュニケーションなどがテーマである。シリーズ作品として、Tourists on the Moon, Honeymoon Wedding, Traveling Games, Cyber Amish County, Native American Reservation on the Moon, Urban Legends などがある。

## 評価
- タイラー・ギャラリーでの"Space Tourism"と題された個展でニューヨーク在住の日本人アーティスト、板垣由雄は未来の月旅行の様子をデジタル合成写真で表現する。彼のユーモアのセンスのある月面写真には、科学的探検と言った大義名分を掲げた英雄的な宇宙飛行士は姿を潜め、その代わりに、新婚夫婦、大学生、カメラに向かってしかめっ面をした子供達といった、異なった民族の混在する観光客の群れが月面スポットを占領する。作品の鑑賞者は、人類のこうした地球外征服の政治的、社会的な意味、メタファーは果たして何かと自問したくなる。楽しげな月旅行観光写真にこうした特別なメッセージが含まれていることを普通は予期しないので、板垣の"未来が私たちにもたらす物は何"という問いかけが一層に新鮮に響く。彼が選んだ媒体、写真はすでに宇宙探査にて歴史上重要な役割を果たして来たが、彼もそれに習ってカメラを使って探査を続けている。- ビクトリア・ドノホー、フィラデルフィア・インクワイアラー美術評論家、Victoria Donohoe, The Philadelphia Inquirer 11/00
- 写真の技術を使い、この日本生まれのニューヨーク・アーティストはいかにも一般的な観光客が、地平線の彼方の地球を背景にして月面に立っている様子を描いている。もうひとつのシリーズでは、観光客達はヴィデオ・ゲームの中に登場し記念写真を撮っている。現代人の生活における切断され、分断化された根拠の無さについての何かが暗示されている。-ケン・ジョンソン、ニューヨーク・タイムズ Ken Johnson, The New York Times, 9/2000
- “もしも、地球上以外の宇宙に生命が存在しないとしたら？”と我々は最低限問うべきである。もし我々が唯一の生命体だとすれば、大気の外には数えきれないほどの旅行先があることになる。こんなアイディアを基にアーティスト、板垣由雄は宇宙をひとつの巨大な観光アトラクションとしてとらえた作品を制作している。それぞれの惑星、それぞれの星にシャッターチャンスがある。“はーい笑って！”と。なぜならもし私たちが孤独な存在なら、宇宙は途方もなく大きなからっぽのバケイション・ランドだから。（映像で作品を流しながらのナレーション）-ABC,テッド・コッペルの『ナイトライン』シリーズ “ブレイブ・ニュー・ワールド”より ABC Network "Nightline" with Ted Koppel,  Brave New World  9 / 99

## 展覧会
- 2005年 ロモ・ギャラリー（アトランタ）
- 2005年 多摩美術大学 "Tama Vivant"
- 2004年 ジャック・ザ・ペリカン・プレゼンツ（ニューヨーク）
- 2004年 K*MoPA, 清里写真ミュージアム, Japan
- 2003年 Odense Foto Triennial（デンマーク・オーデンセ）
- 2003年 Byron Cohen Gallery, Kansas City, MO
- 2002年 Grand Arts, Kansas City, MO
- 2000年 テンプル大学 タイラー・ギャラリー（フィラデルフィア）
- 2000年 クリスティン・ローズ・ギャラリー（ニューヨーク）
- 2000年 The Alternative Museum, New York City
- 1999年 Grey Art Gallery, New York University, NYC

## 作品所蔵美術館
- Museet for Fotokunst, Odense, Denmark
- Gilman Foundation, New York City, USA
- K*MoPA, 清里写真ミュージアム, Japan

## テレビ出演
- 1999年、アメリカ・ABCテレビ、テッド・コッペルの『ナイトライン』で作品を紹介される。
- 1999年、『NHKニュース11』（NHK総合テレビ）

## 参考・脚注
1. ↑  http://www.pola-art-foundation.jp/grants/list1.html#h9